# Platycerus hongwonpyoi merkli
Platycerus hongwonpyoi merkli es una especie de coleóptero de la familia Lucanidae.

## Distribución geográfica
Habita en Corea.